# Parker (Carolina del Sur)
Parker es un lugar designado por el censo ubicado en el condado de Greenville, en el estado estadounidense de Carolina del Sur. La localidad en el año 2000 tiene una población de 10.760 habitantes en una superficie de 17.9 km², con una densidad poblacional de 602.2 personas por km². 

## Geografía
Parker se encuentra ubicado en las coordenadas 34°51′13″N 82°26′23″O / 34.85361, -82.43972. Según la Oficina del Censo, el pueblo tiene un área total de 17,9 km² (6,9 mi²), de la cual 17,9 km² (6,9 mi²) es tierra y 0 km² (0 mi²) (0.0%) es agua.

### Localidades adyacentes
El siguiente diagrama muestra a las localidades en un radio de 4 kilómetros (2,5 mi) de Parker.

## Demografía
En el 2000 la renta per cápita promedia del hogar era de $25.991, y el ingreso promedio para una familia era de $31.025. El ingreso per cápita para la localidad era de $13.383. En 2000 los hombres tenían un ingreso per cápita de $26.691 contra $20.143 para las mujeres. Alrededor del 20.4% de la población estaba bajo el umbral de pobreza nacional. 